# Piatto di Euforbo
Il piatto di Euforbo è il nome di un piatto della ceramica greco-orientale, dipinto con una scena mitologica in stile orientalizzante (stile delle capre selvatiche).
Prodotto forse a Coo, fu rinvenuto a Camiro, nell'isola di Rodi. È stato datato circa al 600 a.C.; ha un diametro di 39 cm. ed è esposto nel British Museum di Londra.

## Descrizione
Nell'Iliade si racconta che Menelao, dopo aver ucciso il giovane troiano Euforbo, ne avesse portato via il cadavere con la sua armatura: il piatto rappresenta il successivo duello tra l'eroe acheo ed Ettore sul corpo di Euforbo. Vicino alle figure sono dipinti i nomi dei personaggi rappresentati. Il fatto che il cadavere sia più vicino a Menelao indica che questi starebbe vincendo il duello, anche se Ettore non verrà ucciso in tale confronto.